# Titrage spectrophotométrique
Un titrage spectrophotométrique est une méthode de titrage par spectrophotométrie durant laquelle on mesure l'absorbance d’une solution en fonction du volume du réactif titrant ajouté dans le but de déterminer la concentration d'une espèce chimique dans cette solution.

## Conditions
Le titrage spectrophotométrique peut être réalisé si au moins un des réactifs ou des produits de la réaction absorbe la lumière ultraviolet ou visible. Si ce n'est pas le cas, alors on ajoute un indicateur coloré à la solution à titrer. 

## Courbe de titrage
La courbe de titrage présente l'absorbance en fonction du volume de réactif titrant ajouté. Cette courbe est constituée de deux parties linéaires de pentes différentes. L'intersection des droites obtenues par extrapolation des deux parties linéaires donne le point de fin de titrage. 

## Applications
Le titrage spectrophotométrique peut être réalisé lors des titrages avec précipitation (argentimétrie par exemple), complexométrique, rédox et acido-basique. 
Dans le cas des acides et des bases, un indicateur de pH doit généralement être utilisé car ces matières sont généralement non absorbantes dans l'ultraviolet et le visible. 
Dans le cas de titrage par précipitation, la diffusion de la lumière par le solide en suspension provoque une augmentation de l'absorbance de la solution. On parle de turbidité. Le réactif titrant est ajouté jusqu'à ce que la turbidité du système devient constante.  